# انریکتا باسیلیو
انریکتا باسیلیو (انگلیسی: Enriqueta Basilio; ۱۵ ژوئیهٔ ۱۹۴۸ – ۲۶ اکتبر ۲۰۱۹) دونده اهل مکزیک بود.
وی در مسابقات کشوری و بین‌المللی در مجموع برندهٔ ۱ مدال برنز شده‌است.